# Saludos Amigos
Saludos Amigos – amerykański propagandowy animowany film dokumentalny z 1942 roku w reżyserii Norma Fergusona. Szósty film z oficjalnego kanonu animacji Disneya. Pierwszy z pełnometrażowych filmów animowanych produkcji Walt Disney Productions stanowiący antologię krótkometrażówek celem oszczędzania finansów po porażkach finansowych poprzednich produkcji.
Saludos Amigos składa się z czterech sekwencji przedstawiających kulturę krajów Ameryki Łacińskiej. W obu z sekwencji wystąpił Kaczor Donald oraz w jednej Goofy. W filmie zadebiutowała postać José Carioki, brazylijskiej papugi będącej przyjacielem Kaczora Donalda.
Film powstał na zlecenie Biura Koordynatora ds. Spraw Międzyamerykańskich jako część polityki dobrego sąsiedztwa, w celu wzmocnienia stosunków z Ameryką Łacińską i zwalczenia tamtejszego poparcia dla Państw Osi. Walt Disney, mający problemy finansowe i skonfliktowany ze swymi strajkującymi pracownikami i wspierającym ich związkiem zawodowym Screen Cartoonists’s Guild, mimo początkowych oporów przyjął rządową propozycję bycia tzw. ambasadorem dobrej woli i ze swymi wybranymi pracownikami promował swą twórczość w latynoamerykańskich krajach. Prowadzono jednocześnie dokumentację tematów do rozwinięcia ich w serii filmów krótkometrażowych. Później, w zamian za gwarancje rządowych pożyczek, wytwórnia miała stworzyć film pokazujący Amerykę Łacińską.
Po powrocie do kraju Disney zdecydował połączyć krótkometrażówki w film pełnometrażowy, dodając materiał filmowy nakręcony kamerą. Saludos Amigos trafiło do brazylijskich kin w 1942 roku, a w Stanach Zjednoczonych zadebiutowało rok później. Film okazał się sukcesem i przyczynił do międzynarodowej popularności Kaczora Donalda, a także do kolejnych finansowych przez rząd amerykański produkcji propagandowych Walt Disney Productions.
Najkrótszy film pełnometrażowy Walt Disney Animation Studios, trwający 42 minuty.

## Fabuła
Ekipa animatorów Walt Disney Productions udaje się do krajów Ameryki Południowej celem znalezienia inspiracji do nowych animacji pośród latynoskiej kultury.

### Lake Titicaca
Jezioro Titicaca na granicy Peru i Boliwii jest bohaterem wielu legend i folkloru mieszkańców będących potomkami Inków. Całość jest egzotyczna dla północnoamerykańskiego turysty, jakim jest Kaczor Donald. Po wypróbowaniu w łodzi z trzciny totora w Titicaca Donald robi zdjęcia ludziom na pobliskim targu. Wynajmuje lamę do przewozu i za pomocą fletu kieruje nią w stronę górskiego szlaku. Po groźbie upadku z wiszącego mostu Donald ląduje bezpiecznie w stoisku z ceramiką i w niej płynie przez Titicaca.

### Pedro
W Chile żyje rodzina samolotów, gdzie najmłodszy jest małoletni Pedro. Jego ojciec, samolot pocztowy musi codziennie rozwozić pocztę z ich rodzinnego Santiago do Mendoza w sąsiedniej Argentynie. Jednego dnia ojciec Pedra jest przeziębiony, zaś jego matka-awionetka nie jest przystosowana do warunków z powodu nadciśnienia olejowego. Wobec tego Pedro musi dostarczyć pocztę w swym dziewiczym locie. Droga wiedzie przez Andy, najwyższe góry w Ameryce. Pedro ma się wystrzegać najwyższej andyjskiej góry – Aconcagua znanej ze strącania samolotów. Pedro odbiera ładunek w Mendoza i wraca drogą powrotną. Zbyt pewny siebie zostaje rozproszony przez kondora, za którym ugania. Natrafia pechowo na Aconcaguę i rozlega się burza. Pedro spada ładunek i ten nie zważając na niebezpieczeństwo chce go odzyskać. Przypłaca utratą paliwa. Martwiący się rodzice obawiają się najgorszego, ale Pedro dociera cały i zdrowy przywożąc ładunek którym jest pojedyncza pocztówka.

### El Gaucho Goofy
Stolica Argentyny – Buenos Aires jest trzecim co do wielkości miastem w półkuli zachodniej. Jednak animatorów bardziej fascynuje kultura gaucho wykazująca podobieństwa do północnoamerykańskich kowbojów. Postanawiają ją przedstawić z pomocą psa Goofy’ego. Żyjący w Teksasie jako kowboj za pomocą kamery zostaje przetransportowany na argentyńskie pampasy, gdzie uczy widzów podstaw bycia gaucho. Po założeniu stroju i zdobycia konia, głównego kompana gaucho, Goofy spożywa asado i próbuje dopaść nandu, południowoamerykańskiego odpowiednika strusia, za pomocą bolas. Nocą Goofy śpiewa balladę i tańczy chacarera z koniem i po szalonej nocy kamera znów znosi go do Teksasu.

### Aquarela do Brasil
Animatorzy są zachwyceni Brazylią, zwłaszcza jej muzyką i klimatem jej stolicy Rio de Janeiro. Podczas karnawału tamtejszy muzyk Ary Barroso na życzenie animatorów komponuje piosenkę Aquarela do Brasil do pierwszego brazylijskiego filmu Walt Disney Productions.
Animator tworzy impresjonistyczny krajobraz brazylijskiej przyrody, dodając kolory współgrające z muzyką. Wśród malunków pojawia się Kaczor Donald zdziwiony, że nie jest w rodzinnych Stanach Zjednoczonych. Przed Donaldem pojawia się za pośrednictwem pędzla brazylijska papuga José Carioca. José okazuje się być wielkim fanem Donalda i oprowadza go po okolicy. Uczy go tańca samba oraz i daje napój cachaça w kawiarence. W końcu Donald opanowuje sambę i spędza miło wieczór w klubie Urca w Rio de Janeiro.

## Obsada
- Fred Shields – narrator (głos)
- Walt Disney – on sam
- Lee Blair – on sam
- Mary Blair – ona sama
- Norman Ferguson – on sam
- Frank Graham – on sam
- Frank Thomas – on sam
- Clarence Nash – Donald Kaczor (głos, Lake Titicaca, Aquarela do Brasil)
- Pinto Colvig – Goofy  (głos, El Gaucho Goofy)
- José Oliveira – José „Joe” Carioca (głos, Aquarela do Brasil)
- Stuart Buchanan – steward

## Polska wersja

### Pierwsza wersja
Opracowanie wersji polskiej:
- Studio Opracowań Filmów w Warszawie (1. wersja Lake Titicaca),
- SDI Media Polska (2. wersja Lake Titicaca)
- Start International Polska (El Gaucho Goofy)

Reżyseria:
- Maria Piotrowska (1. wersja Lake Titicaca),
- Dobrosława Bałazy (El Gaucho Goofy)

Tekst:
- Grażyna Dyksińska-Rogalska (1. wersja Lake Titicaca),
- Krystyna Skibińska-Subocz (El Gaucho Goofy)

Dźwięk:
- Alina Hojnacka-Przeździak (1. wersja Lake Titicaca),
- Elżbieta Chojnowska (El Gaucho Goofy)

Montaż:
- Gabriela Turant-Wiśniewska (1. wersja Lake Titicaca),
- Magdalena Waliszewska (2. wersja Lake Titicaca),
- Elżbieta Chojnowska (El Gaucho Goofy)

Kierownik produkcji:
- Mieczysława Kucharska (1. wersja Lake Titicaca)
- Elżbieta Araszkiewicz(inne języki) (El Gaucho Goofy)

Wystąpili:
- Tadeusz Borowski – Narrator (1. wersja Lake Titicaca)
- Waldemar Barwiński – Narrator (2. wersja Lake Titicaca)
- Jarosław Boberek – Kaczor Donald (obie wersje Lake Titicaca)
- Robert Tondera –
  - Narrator (El Gaucho Goofy),
  - struś (El Gaucho Goofy)

Lektor:
- Tadeusz Borowski (1. wersja Lake Titicaca, El Gaucho Goofy),
- Artur Kaczmarski (2. wersja Lake Titicaca)

### Druga wersja
Opracowanie: SDI Media Polska

Reżyseria: Agnieszka Zwolińska

Wystąpili:
- Piotr Bajor – Narrator
- Jarosław Boberek – Kaczor Donald
- Krzysztof Tyniec – Goofy
- Szymon Roszak – José Carioca
- Wojciech Paszkowski – struś

Źródło:

## Produkcja

### Przygotowanie
Rozpoczęcie II wojny światowej w Europie unicestwiło poważną część źródła dochodów Walt Disney Productions, jako że przed jej wybuchem zyski z tamtejszych rynków stanowiły 45% dochodów firmy. Była to jedna z pierwszych amerykańskich firm tak dalece zależnych od rynków zagranicznych. W 1940 roku rynki krajów opanowanych przez Adolfa Hitlera lub blisko z nim sprzymierzonych zamknęły się na filmy studia. Dotyczyło to Niemiec, Austrii, Czecho-Słowacji, Polski i Włoch, a zyski z Francji i Wielkiej Brytanii zostały zaś zamrożone, co pozostało tak do końca wojny . W ciągu całego konfliktu prezes i naczelny szef studia Walt Disney zmuszony był anulować bądź przerwać większość projektów dot. pełnometrażowych animacji, z wyjątkiem Bambiego (1942), nad którym praca posuwała się bardzo powoli oraz taniego w kosztach Dumbo (1941).
W samych Stanach Zjednoczonych panowały wojenne nastroje, co nie sprzyjało popytowi na familijne animacje. Dodatkowo porażki finansowe Pinokia i Fantazji w 1940 roku zmusiły Disneya do wypuszczenia akcji firmy, by zmniejszyć dług finansowy w Bank of America w wys. 4,5 mln dolarów. Po zażegnaniu kryzysu finansowego, dały o sobie znać inne problemy. Tradycyjnie niskie już płace i oschłe traktowanie rysowników i animatorów uczyniły ich podatnymi na grunt hasła związkowców. O ich względy zabiegały dwa związki zawodowe – Federation of Screen Cartoonists oraz Screen Cartoonists’s Guild . Mimo że inne wytwórnie animacji przeżyły u siebie rozruchy zorganizowane przez związki zawodowe, Disney nie chciał przyjmować do wiadomości zagrożenia sądząc, że jego animatorzy nie wystąpią przeciw niemu. Wobec działań Screen Cartoonists’s Guild, za radą swego prawnika Gunthera Lessinga, Disney utworzył związek zawodowy w ramach spółki – Disney Studios Federation, który w praktyce nie zajmował się pracownikami. Na początku 1940 roku jeden z przywódców Screen Cartoonists’s Guild – Herbert Sorrell zażądał za pośrednictwem związku kontraktu zbiorowego. Disney odmówił, na co wpływ mogły mieć ostrzeżenia ze strony Henry’ego Forda przed radykalizacją lewicową w Hollywood . Disney licząc na lojalność swoich pracowników postanowił się do niej odwołać w trakcie wielkiego zebrania kryzysowego w lutym 1941 roku. W praktyce jego przemowa była chaotycznym bełkotem w oskarżycielskim tonie.

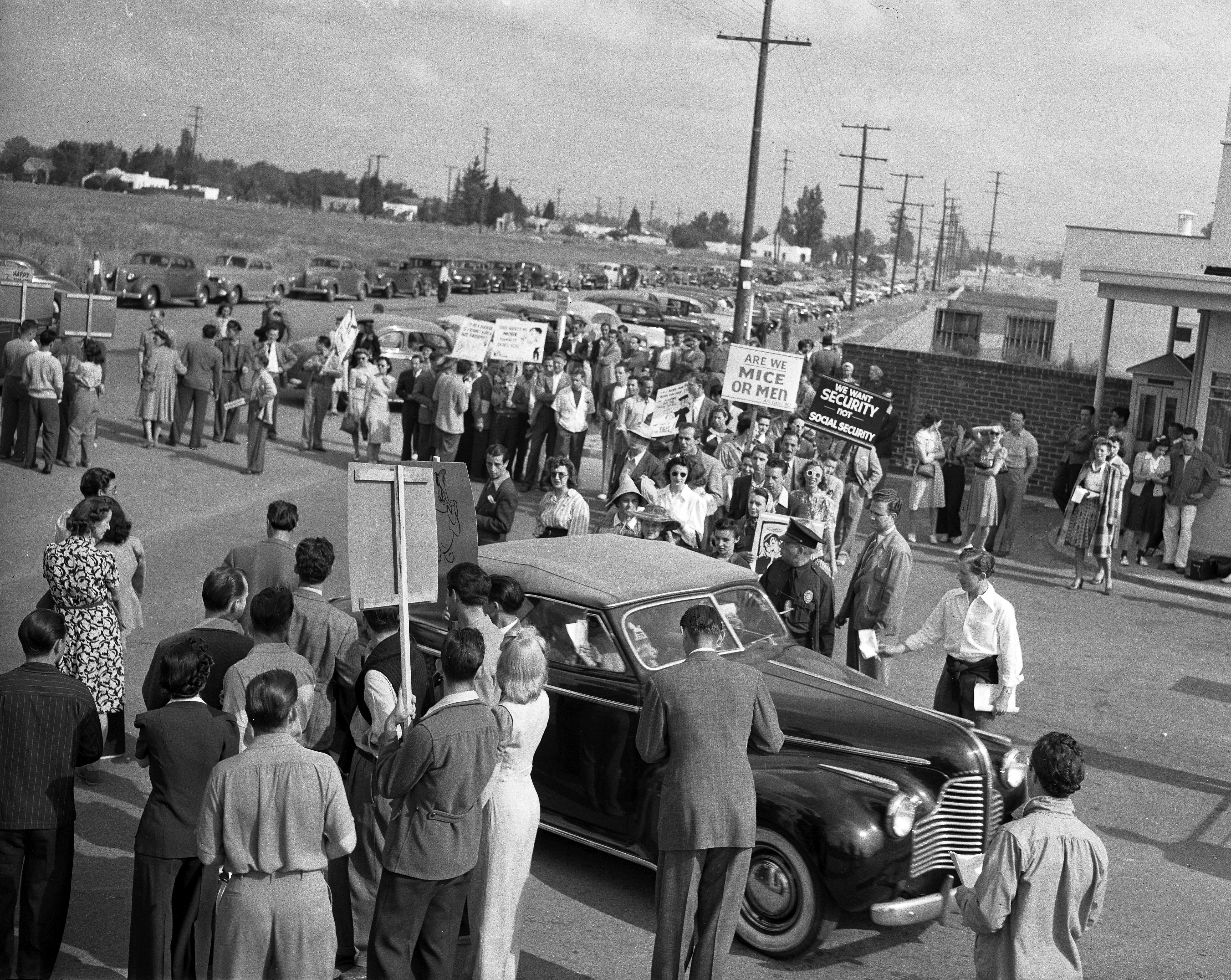
Artyści Walt Disney Productions podczas strajku w 1941 roku.

12 maja 1941 roku National Labor Relations Board ogłosiła, że Disney Studios Federation jako organizacja kontrolowana przez zarząd spółki jest nielegalna i poleciła ją rozwiązać. Pomimo rozwiązania związku za obopólną zgodą i publicznych zapewnień Disneya o możliwości dołączenia do jakiejkolwiek organizacji, ten zagroził natychmiastowym zwolnieniem każdemu, kto wstąpi do Screen Cartoonists’s Guild, a następnie zwolnił sprzeciwiających się temu animatora Arta Babbitta i pięciu innych pracowników. 29 maja trzystu z siedmiuset pracowników rozpoczęło strajk pod bramą Walt Disney Studios wspieranych przez swe rodziny oraz animatorów z Leon Schlesinger Productions i MGM Cartoon Studios, co rozwścieczyło Disneya do tego stopnia, że mało co nie pobił Babbitta będącego jednym z organizatorów strajku. Disney jako zadeklarowany antykomunista uważał, że za strajkiem stoją komuniści, a jego organizatorzy to „czerwone pająki”. Mimo że w lipcu firma Technicolor poparła strajkujących i wycofała się z produkcji wszystkie filmy Disneya, a zrzeszenie American Federation of Labor nakazało ich bojkot, Disney zawzięcie trwał na swoim stanowisku i nie ugiął się nawet w obliczu prośby mediatora federalnego wysłanego przez samego prezydenta Franklina Delano Roosevelta. Przeciągający się strajk poważnie ograniczał prace wytwórni, a Disney mający nieustanne napady złości nie miał ochoty na rozsądne negocjacje. Wiceprezes i dyrektor finansowy Walt Disney Productions – Roy O. Disney, starszy brat Disneya obawiając się o jego zdrowie, robił wszystko by wywabić go z miasta i zwrócił się o pomoc J. Edgara Hoovera, dyrektora FBI przyjaźniącego się z Disneyami.
John Hay „Jock” Whitney, dyrektor sekcji filmowej w Biurze Koordynatora ds. Spraw Międzyamerykańskich, w imieniu władz rządowych Stanów Zjednoczonych zaproponował Disneyowi udanie się Ameryki Południowej w charakterze ambasadora dobrej woli. Filmowiec miał za zadanie osłabić wpływy nazistów i faszystów na tym kontynencie, jak i zadać kłam plotkom o swych rzekomych sympatiach dla Niemiec i Włoch, po tym jak wystąpił raz obok Charlesa Lindbergha na wiecu „America First”, ruchu przeciwnemu udziałowi Stanów Zjednoczonych w II wojnie światowej. Prezydent Franklin Delano Roosevelt i jego otoczenie, mimo że światopoglądowo stało przeciw konserwatywnemu Disneyowi, byli zdania, że warto mieć po swojej stronie sławnego i uznanego twórcę . Disney z początku się wzbraniał, uważając że jego wizyta miałaby character czysto kurtuazyjny i uważał, że niezbyt się do tego nadaje. Obawiał się także, że może to zostać to uznane za ucieczkę przed strajkującymi. Jednak wobec finansowych problemów przyjął sponsorowaną przez państwo ofertę czegoś w rodzaju dyplomatycznych wakacji. Od 1940 roku Disney miał w Bank of America dodatkowy dług wekslowy w wys. 2 miliona dolarów, który do 1941 roku wzrósł do ponad 3 miliona dolarów. Bankierzy obawiali się, że trakcie podróży do Ameryki Południowej Disney wyda pieniądze na zbędne wydatki i nakręci propagandowy bubel tym samym bankrutując i ciągnąc bank za sobą. Administracja Roosevelta za pomocą pieniędzy Nelsona Rockefellera zagwarantowała pokrycie kosztów wycieczki do sumy 70 tys. dolarów i opłacenie każdego z czterech-pięciu filmów jakie Disney nakręci z wyprawy, co uspokoiło bankierów .

### Preprodukcja
Uczestnicy wyprawy zostali dobrani niezwykle starannie i z każdym prowadzono indywidualne rozmowy, następnie zebrano całą grupę i poinformowano o obowiązkach. Norm Ferguson został wyznaczony na głównego reżysera niesprecyzowanego jeszcze dzieła, które zostanie tam nakręcone, Webb Smith, William Cottrell i Ted Sears mieli zajmować się scenariuszem. John P. Miller, James Bodrero oraz małżeństwo Lee i Mary Blair pracujący nad koncepcją postaci. Charlesowi Wolcottowi polecono zająć się oprawą muzyczną. Herb Ryman, artysta związany uprzednio z Metro-Goldwyn-Mayer, miał wyszukiwać odpowiednie krajobrazy, budynki i ludzi. Larry’emu i Janet Lansburghom powierzono pieczę nad zwierzętami i charakteryzacją. Frank Thomas został współpracownikiem Fergusona do spraw animacji. Jack Cutting, który znał już Amerykę Południową, miał czuwać nad autentyzmem i służyć jako doradca przy ustalaniu wersji obcojęzycznych tych filmów. John Rose przejął funkcję kierownika administracyjnego wyprawy. Ekspedycja licząca 17 osób – Disney i Cottrell pojechali z żonami – opuściła Los Angeles 17 sierpnia 1941 roku samolotem DC-3, kierując się do Brazylii. Międzylądowania dobywały się w Fort Worth w Teksasie, Nashville w Tennessee, Jacksonville na Florydzie, gdzie odbyły się konferencje prasowe. Z Miami następnego dnia filmowcy polecieli na Karaiby wygodniejszym stratosferowym samolotem i wylądowali nocą na wyspach należących do Wielkiej Brytanii, która uczestniczyła już w II wojnie światowej, gdzie brytyjscy urzędnicy robili ostre kontrole .
Pierwszym miejscem w postoju w Ameryce Południowej było Belém w Brazylii, u ujścia Amazonki. Potem filmowcy polecieli do Rio de Janeiro – na spotkanie wyszedł im brazylijski ambasador USA. Walt nie chciał, by cała podróż opłynęła tylko na rautach, więc oświadczył mu że przede wszystkim przybył tu pracować, a ceremonialne zajęcia chciałby ograniczyć do minimum . Do Rio de Janeiro przyjechał też reprezentujący rząd Jock Whitney, żeby pomóc im w zakwaterowaniu. Ekipę Disneya przyjął prezydent Brazylii Getúlio Vargas na uroczystej kolacji. Frank Thomas wspominał po latach, iż przez ciągłe częstowanie winem i jadłem wszędzie gdzie byli, ciężko było w jakikolwiek sposób pracować.

Heitor Villa-Lobos i Walt Disney podczas jego pobytu w Brazylii

Wylądowaliśmy po uzupełnienie paliwa w pewnym odludziu w dżungli w Brazylii. I było tam tysiące i tysiące szkolnych dzieci, by pozdrowić Walta. Wiedziały one kim był Walt Disney. Mogły nie wiedzieć, kto był prezydentem ich kraju, ale wszystkie znały Walta Disney.

Na przyjęciu w Pałacu Itamaraty zorganizowanym przez Departament Druku i Propagandy Disney nawiązał kontakt z karykaturzystami Antônio Nássarą, Luizem Sá, Alvaro Cotrimem i J. Carlosem, który projektował wersje bohaterów Walt Disney Productions w brazylijskim magazynie komiksowym „O Tico Tico”. Prace Carlosa przykuły uwagę Disneya do tego stopnia, że zaprosił go do pracy w Hollywood, lecz Carlos odrzucił propozycję. Część z amerykańskich artystów została zapoznana z tresowaną papugą imieniem Sonia, która wedle słów Fergusona była w stanie tańczyć, śpiewać i mówić po portugalsku. Później będący w Copacabana Palace Disney otrzymał od Carlosa rysunek papugi w stroju Brazylijskiego Korpusu Ekspedycyjnego obejmującej Kaczora Donalda. W rezultacie filmowiec wybrał to zwierzę do reprezentowania Brazylii .
Wieczorami filmowcy podziwiali tańce i lokalny koloryt w knajpach i barach. Będąc jeszcze w Rio de Janeiro filmowcy nawiązali kontakty z Argentyńczykami ze świata kultury i polityki. Stamtąd 8 września przybyli do Buenos Aires ; . W Argentynie będącej następnym krajem po Brazylii Disney był witany przez entuzjastyczne tłumy. Zapraszano go na grilla albo wielkie przyjęcia w estancjach. Na niektóre przychodził – tradycyjnie przebierano się tam za argentyńskich gaucho. Robił to również Disney, który mając francuskie geny, oliwkową cerę i czarne wąsy był podobny do autentycznego gaucho. Na dachu Alvear Palace Hotel w Buenos Aires urządzono niewielkie studio . Filmowcy wykorzystali ten czas na tworzenie scenorysów do potencjalnych pomysłów na filmy, konsultowali się z miejscowymi i szukali inspiracji w południowoamerykańskiej muzyce.

Mieliśmy dużą przeszkloną przestrzeń na dachu hotelu Alvear Palace, która służyła nam za biuro, gdzie mogliśmy przypinać szkice. Stał tam fortepian, na którym Chuck Wolcott słuchał muzyki z różnych krajów. W tym dużym pomieszczeniu, które mieliśmy, mogliśmy od czasu do czasu organizować spotkania poświęcone temu, czego dokonaliśmy, i spotykać ludzi, którzy przychodzili do nas z pomysłami itp., ludzi z bibliotek i muzeów, ludzi zainteresowanych tego typu tematyką.

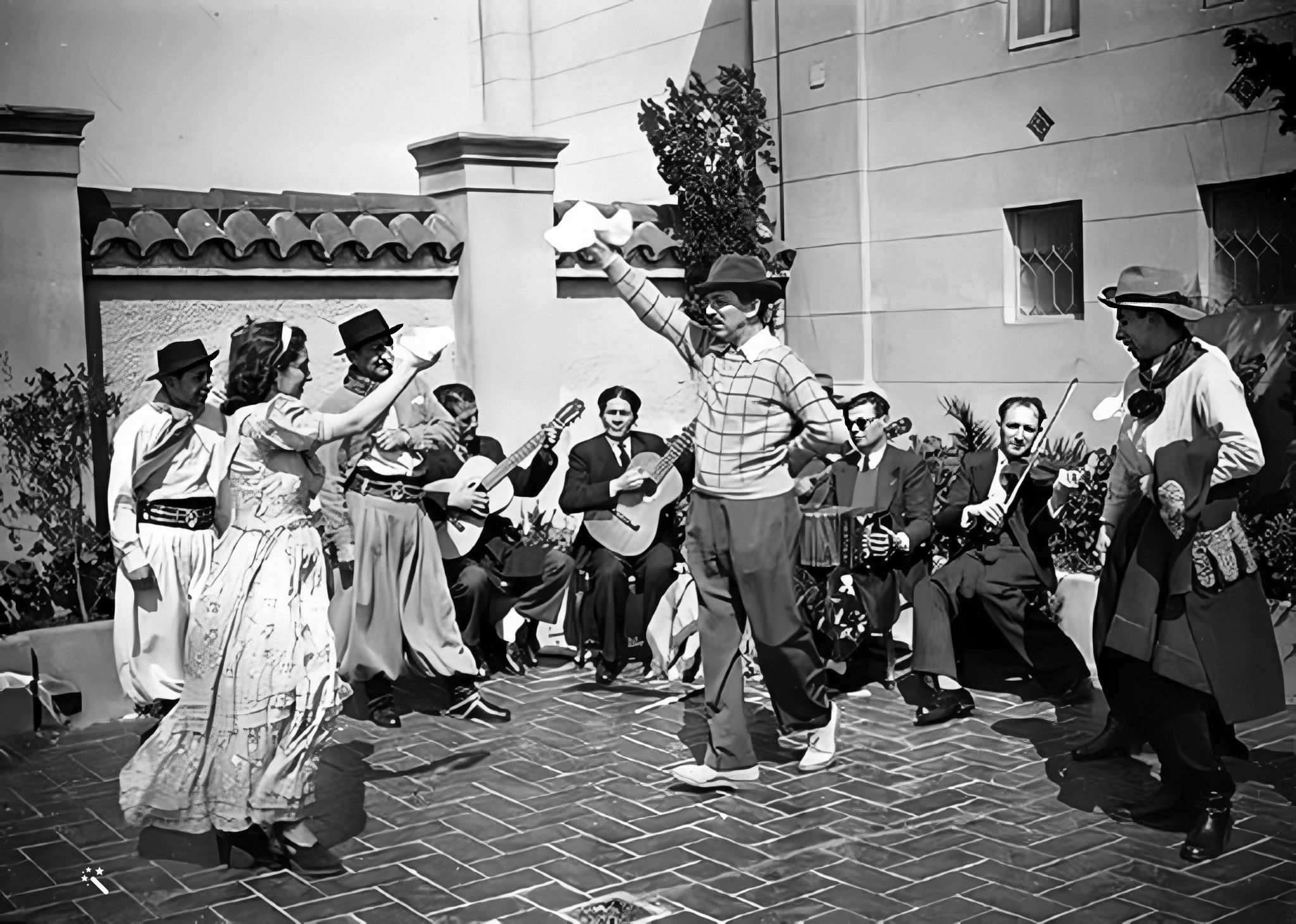
Walt Disney praktykujący argentyński taniec w domu Florencia Moliny Camposa w Vicente López.

James Bodrero, który w latach 30. grał w drużynie polo przeciw Argentynie, wyjazd do Ameryki Południowej potraktował na odnowienie kontaktów z argentyńskimi zawodnikami. Jednym z nich był Carlos Uranga mający rozległą wersję na temat gaucho. Kolejny z kontaktów Bodrery – George O’Farrell posiadał ranczo niedaleko Buenos Aires i zaprosił El Grupo, jak dowcipnie się nazwała ekspedycja filmowców, na tradycyjną biesiadę asado. Innym istotnym artystą był popularny malarz Florencio Molina Campos słynący z malunków i popularyzacji kultury gaucho. Niektóre pro-faszystowskie gazety chciały wykorzystać trwający w Burbank strajk animatorów, by udowodnić, że Disney jest niewrażliwym kapitalistą. Jednak za każdym razem demonstracje faszystów spotykały z nikłym odzewem, gdy pojawiała się El Grupo. „Popularność filmów Disneya tamtych czasów w Ameryce Łacińskiej była naprawdę fenomenalna. Od samego początku studio Disneya wykonało świetną robotę, znajdując głos porównawczy w innej kulturze, w innym języku, który pasowałby do charakteru tego, kimkolwiek był w filmie, i myślę, że to ogromnie przyczyniło się do sukcesu filmów” – powiedział syn disneyowskiego animatora Franka Thomasa, Ted w wywiadzie dla portalu NPR. Również Screen Cartoonists’s Guild nie był obojętny i ich agent biznesowy Bill Pomerance  za pośrednictwem National Maritime Union uzyskał szczegółowe informacje na temat przywódców związkowych w miastach, które znajdowały się na trasie Disneya. Następnie skontaktował się z Departamentem Stanu Stanów Zjednoczonych, aby poinformować, że w Ameryce Południowej organizowane są pikiety przeciw Disneyowi i jego filmom, argumentując, że „firma Disneya [powinna] przestrzegać amerykańskich standardów sprawiedliwego traktowania pracy” jako warunek zezwolenia Waltowi Disneyowi na reprezentowanie Stanów Zjednoczonych jako ambasador dobrej woli.

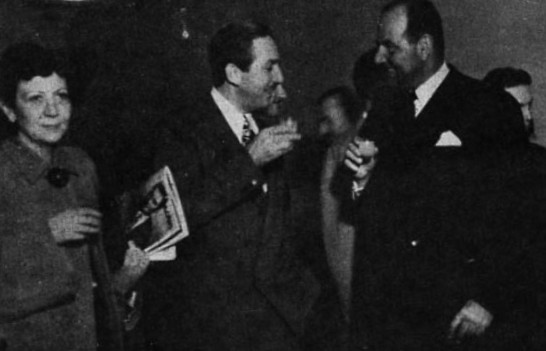
Walt Disney (w środku), spotykający się z Maríą Romero Cordero i Agustínem Edwardsem Eastmanem, podczas swego pobytu w Chile.

Po miesięcznym pobycie w Buenos Aires Disney oznajmił El Grupo, że udaje się do Chile, czując się „cholernie zmęczony przebieraniem się za gaucho i wsiadaniem na konia”. El Grupo poleciała przez Andy do Chile, gdzie po tygodniu się rozdzieliła. Ryman, Miller i państwo Blair pojechali w dalszą podróż do Boliwii, Peru i Meksyku, pozostali łącznie z samym Disneyem wróciła wzdłuż wybrzeży Peru, Ekwadoru i Kolumbii kolumbijskim liniowcem Santa Clara do Stanów Zjednoczonych przepłynąwszy przez Kanał Panamski. Podczas dwutygodniowego rejsu zaczęła się produkcja polegająca na połączeniu szkiców i malowaniem ich, scenariusza, muzyki i rozrysowaniu kadrów w przeszklonej nadbudówce na pokładzie statku. Liniowiec miał kilka przestojów, w tym jeden w małym kolumbijskim mieście, gdzie Disney i jego towarzysze popłynęli 30 mil w górę rejsu, by zwiedzić lasy tropikalne oraz drugi w Panamie na prośbę lokalnego wystawcy filmowego, by Disney mógł udać na panamską premierę Fantazji (1940) w Panamie.
Kwestia wciąż trwającego strajku animatorów była tematem tabu podczas całej podróży. Podczas nieobecności brata Roy O. Disney, wykorzystując złagodzenie napiętej atmosfery, prowadził rozmowy z Screen Cartoonists’s Guild w Waszyngtonie i zgodził się na podpisanie umowy związkowej kończąc tym samym strajk 21 września 1941 roku. Walt Disney po powrocie do ojczyzny w październiku, dowiedziawszy się o tym, pierwsze co zrobił to bezskuteczna próba unieważnienia federalnych decyzji korzystnych dla Screen Cartoonists’s Guild. Z kolei w Los Angeles okazało się, że podczas nieobecności zmarł ojciec Disneyów, Elias. Przybiło to Walta, który żałował że nie pomagał ojcu więcej, zwłaszcza pod względem materialnym .

### Scenariusz i realizacja
Zaraz po powrocie do studia Disney skupił się na pracy nad tematami przywiezionymi z podróży, które miał rozwinąć w serii filmów krótkometrażowych. Za nadzór nad całością odpowiadał Norm Ferguson. Zaplanowanych zostało dwanaście kreskówek, każda poświęcona osobnemu południowoamerykańskiego krajowi. Jednak producent David O. Selznick zasugerował Disneyowi, że skuteczniejsze byłoby spakowanie krótkometrażówek w grupy po cztery i wypuszczenie ich jako filmów pełnometrażowych. Uważał, że kreskówka skupiająca się na jednym konkretnym kraju będzie bardzo popularna w tym kraju, ale nie tak bardzo w innych. Kiedy Disney zapoznał się z materiałem, doszedł do wniosku, że można je połączyć w pełny metraż. Do fragmentów rysunkowych dodał zdjęcia zrobione w podróży, w znacznej części kręcone przez siebie samego kamerą 16 mm Bell & Howell Filmo 141-A. Prócz Disneya zdjęcia robili też Lee Blair i Larry Lansburgh. Roboczymi tytułami były Greetings, następnie Greetings Friends. Jednocześnie rozpoczął natychmiastowe zwolnienia liderów strajku, m.in. Babbitta, co spowodowało kolejny kryzys w wytwórni i odejście pracowników do konkurencji. Od czasu zakończenia strajku zespół animatorów już nigdy nie zaznał swobody twórczej i serdecznych stosunków z już od dawna coraz bardziej zdystansowanym Disneyem, który stał się gburowaty i podejrzliwy do tego stopnia, że wzbudzał strach wśród pracowników.

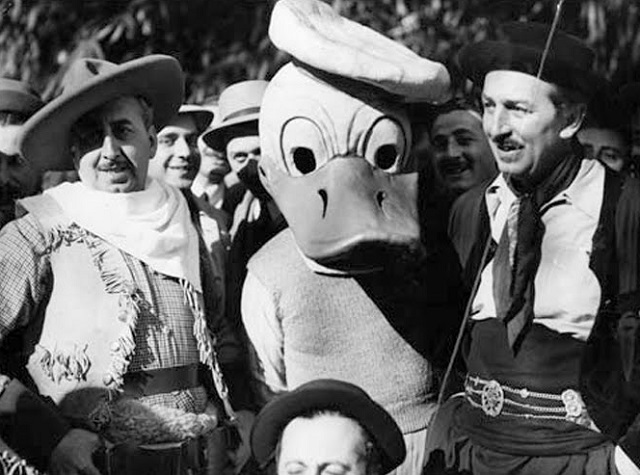
Walt Disney w tradycyjnym stroju gaucho (po prawej stronie) w towarzystwie aktorów przebranych za kowboja i Kaczora Donalda podczas wizyty w Argentynie.

Część El Grupo, która przedłużyła pobyt w Ameryce Południowa, udała się do La Paz w Boliwii i nad region jeziora Titicaca. Dokumentacja posłużyła do pierwszej sekwencji Lake Titicaca poświęconej tytułowemu jezioru. Kaczor Donald wystąpił w Lake Titicaca jako karykatura amerykańskiego turysty. Jego obecność była uzasadniona jego międzynarodowym charakterem, przynajmniej tym, że nawet w jego ojczystym języku postać jest niemal niezrozumiała. Z tego powodu animatorzy opracowali dla Donalda mowę ciała, która pomogła rozwiązać problem tłumaczenia i jego kosztów na potrzeby premiery filmu w Ameryce Południowej. Animację towarzyszącej mu lamy powierzono Miltowi Kahlowi, który przedstawił zwierzę jako samicę o nieproporcjonalnych rzęsach.    
Sekwencja Pedro powstała z pomysłu Disneya, który w trakcie podróży do Chile udał się samolotem pocztowym do Santiago. Odbyte w Ameryce Południowej podróże lotnicze zainspirowały go do stworzenia krótkometrażowej poświęconej lotnictwu i wiosną 1942 roku wzorem Greetings Friends rozważał podobną antologię pod roboczym tytułem History of Aviation Stressing Aerial Warfare. Po powrocie wykorzystano  tworzony, podczas nieobecności Disneya, scenariusz do Petey O’Toole autorstwa Joego Granta i Dicka Huemera opowiadający o tytułowym małym zantropomorfizowanym aeroplanie. Po latach Grant wspominał, że obie koncepcje do siebie pasowały żartując, iż z Gór Skalistych jest blisko do Andów. Pedro reżyserował Hamilton Luske, dla którego przyzwyczajonego do pracy nad pełnometrażowymi filmami, stworzenie krótkometrażówki było wyzwaniem. Przy pracy pomagali mu animatorzy Bill Tytla i Fred Moore. Wedle pisarza Johna Granta Pedro jest pierwszym przedstawicielem nowego gatunku postaci, „obiektów mechanicznych, które nie myślą, a jednak zyskują naszą sympatię” poprzez nadanie im antropomorficznych cech.    
Prócz Pedro/Petey O’Toole innym pierwotnie niezwiązanym z Greetings Friends był El Gaucho Goofy. Reżyser Jack Kinney i animator-scenarzysta Ralph Wright tworzyli w ramach serii „How to...” z Goofym film, w którym bohater przedstawiał widzom jak być kowbojem. Wykonany już początek dziejący się w Teksasie został inkorporowany do El Gaucho Goofy ze względu na podobieństwa kowbojów i gauchos. Innym elementem był włączenie nandu do sekwencji, po tym jak El Grupo podczas wizyty zoo w Mendozie oglądając zachowanie strusia dostrzegła potencjał komediowy. By nadać autentyzmu Molina Campos przyjechał do Stanów Zjednoczonych i odwiedził Walt Disney Studios w Burbank jako konsultant. Artysta wyraził krytycyzm co do tego, że animacja skupia się bardziej na warstwie komediowej. Jego prace w dużej mierze zainspirowały El Gaucho Goofy. Wolfgang Reitherman odpowiadał za animację Goofy’ego jadącego na koniu oraz tańczącego chacarera.    
Abstrakcyjne akwarele Mary Blair wykonane w Rio de Janeiro okazały się tak zniewalające, że uznano je stosowne włączyć do animacji. W związku z trudnością nadania historii abstrakcyjnej rzeczy zdecydowano umieścić w niej Kaczora Donalda. W tym czasie tworzona była osobna historia związana z Brazylią, w której bohaterką była papuga Papagaio inspirowana Sonią. J.B. Kaufman, historyk specjalizujący się w animacjach Disneya i niemym kinie, uważa iż postać wyewoluowała w José Cariocę. Marília T. Barboza da Silva oraz Lygia Lopes dos Santos spekulują, że inspiracją dla Carioci był tancerz samby Paulo da Portela opowiadający Disneyowi żarty o papugach. Za podstawę wykorzystano rysunek Johna P. Millera wykonany podczas podróży, ukazujący papugę w kanotierze i z parasolem. Za ostateczny wygląd José odpowiadał animator Fred Moore. Carioca był inspirowany stylem brazylijskich malandro, a jego nazwisko wzięła się od brazylijskiego określenia na mieszkańca Rio de Janeiro. Wówczas historie José i Donalda połączono w jedną całość. Podczas pobytu w Brazylii  filmowcy zapoznali się z tradycyjną piosenką Escravos de Jó towarzyszący grze caxangá. Na pewnym etapie była planowana jako segment Caxangá w reżyserii Wilfreda Jacksona do kwietnia 1942 roku, kiedy z niej zrezygnowano. Na pewnym etapie była rozważana jako element Aquarela di Brasil.
| „Miał on niezwykłą zdolność rysowania absolutnie wszystkiego ”– Campbell Grant o Jamesie Bodrero |

Wróciwszy z resztą El Grupo do Stanów Zjednoczonych Bodrero został poproszony o prace nad Pedro i Aquarela do Brasil. Bodrero, będący w studio „ekspertem od gaucho”, pracował nad segmentami El Gaucho Goofy i The Remarkable Donkey o chłopcu ujeżdżającym latającego osła. Animację do latającego osła robił Eric Larson wykorzystując doświadczenie z „Symfonii Pastoralnej” z Fantazji, gdzie animował pegazy. Mimo że The Remarkable Donkey został jednym z pierwszych ukończonych sekwencji, zrezygnowano z niej jako ze Argentyna była już prezentowana przez El Gaucho Goofy.
Lee Blair opracowywał Pluto and the Armadillo z udziałem Myszki Miki i psa Pluto, w której to obie postacie odwiedzały Belém; w amazońskiej dżungli Pluto zaprzyjaźnia z  pancernikiem. Kreskówka miała być wspomagana przez aktorskie wstawki ukazujące brazylijskie zoo. Ostatecznie animacja w reżyserii Clyde’a Geronimiego została wydana osobno 19 lutego 1943 roku.
W związku przystąpieniem Stanów Zjednoczonych do II wojny światowej w grudniu 1941 roku i wynikłymi kolejnymi zamówieniami rządowymi Disney zmuszony był przyspieszyć prace nad Greetings Friends i dziewięć kreskówek z działu scenariuszowego przeniósł do fazy animacji. Saludos Amigos zostało ukończone przed latem 1942 roku, a Walt Disney uczestniczył w sesjach przedpremierowych między majem a czerwcem. Jego zdanie było wtedy mieszane w odniesieniu do tej kompilacji. Disney uważał, że Lake Titicaca zawiera „wiele nieciekawych rzeczy”, ale „animacja lamy jest bardzo zabawna”.

### Postprodukcja
Za narrację odpowiadał Fred Shields. Głosu José Carioce użyczył brazylijski muzyk José Oliveira. Na potrzeby dystrybucji w Ameryce Południowej film otrzymał wersje językowe w brazylijskiej odmianie języka portugalskiego i w języku hiszpańskim. Prócz wersji angielskiej, portugalskiej i hiszpańskiej Clarence Nash dubbingujący Kaczora Donalda i Oliveira zdubbingowali swe postacie do wersji językowych: francuskiej, niemieckiej, włoskiej i szwedzkiej.

## Muzyka
W trakcie pobytu w Rio de Janeiro Charles Wolcott nagrywał lokalnych muzyków. Dwukrotnie nagrał piosenkę Tico Tico i jedno z nagrań wykorzystano do Aquarela do Brasil. Jej autor, Ary Barroso użyczył do segmentu także inną swoją piosenkę Aquarela di Brasil (1939). W styczniu 1946 roku brytyjska wytwórnia Decca Records w ramach serii „Personality Series” wydała ścieżkę filmową filmu w formie trzech singli gramofonowych. Ze względu na trudności finansowe studia w latach czterdziestych XX wieku prawa muzyczne do Saludos Amigos przekazano Ralphowi Peerowi i firmie Southern Music and Peer International. W 1958 roku Disneyland Records wydało płytę drugogrającą Saludos Amigos: Disney’s Songs from South of the Border na której znalazła się muzyka z Saludos Amigos i wybrane utwory z Trzech Caballeros (1944), ale głównie w nowej wersji nagranej w studiach w Ameryce Południowej. Album został udostępniony w iTunes.
| Saludos Amigos – 1946 | Saludos Amigos – 1946         | Saludos Amigos – 1946           | Saludos Amigos – 1946 |
| Nr                    | Tytuł utworu                  | Autorzy                         | Długość               |
| --------------------- | ----------------------------- | ------------------------------- | --------------------- |
| 1.                    | „Saludos Amigos”              | Charles Wolcott, Ned Washington | 2:41                  |
| 2.                    | „Inca Suite”                  | Charles Wolcott                 | 2:54                  |
| 3.                    | „Brazil (Aquarela Do Brasil)” | Ary Barroso                     | 2:36                  |
| 4.                    | „Argentine Country Dances”    | Edward H. Plumb                 | 2:28                  |
| 5.                    | „Tico-Tico”                   | Zequinha de Abreu               | 2:34                  |
| 6.                    | „Pedro From Chile”            | Paul J. Smith                   | 2:36                  |
|                       |                               |                                 | 15:49                 |

| Saludos Amigos: Disney’s Songs from South of the Border – 1958 | Saludos Amigos: Disney’s Songs from South of the Border – 1958 | Saludos Amigos: Disney’s Songs from South of the Border – 1958 | Saludos Amigos: Disney’s Songs from South of the Border – 1958 |
| Nr                                                             | Tytuł utworu                                                   | Autorzy                                                        | Długość                                                        |
| -------------------------------------------------------------- | -------------------------------------------------------------- | -------------------------------------------------------------- | -------------------------------------------------------------- |
| 1.                                                             | „Saludos Amigos”                                               | Studio Chorus                                                  | 1:44                                                           |
| 2.                                                             | „Baia”                                                         | Studio Chorus                                                  | 2:25                                                           |
| 3.                                                             | „Tico Tico”                                                    | Zequinha de Abreu                                              | 1:37                                                           |
| 4.                                                             | „Lake Titicaca (Llama serenade-Inca Princess)”                 | Charles Wolcott                                                | 3:19                                                           |
| 5.                                                             | „Brazil (Aquarela do Brasil)”                                  | Studio Chorus                                                  | 3:19                                                           |
| 6.                                                             | „Argentine Theme”                                              | Studio Chorus                                                  | 2:35                                                           |
| 7.                                                             | „The Three Caballeros”                                         | Studio Chorus                                                  | 2:27                                                           |
| 8.                                                             | „Angel May Care (Os Quindins de Yayá)”                         | Andrés Chazarreta-Edward H. Plumb                              | 2:33                                                           |
| 9.                                                             | „Blame It on the Samba (Apanhei-Te-Cavaquinho)”                | Ernesto Nazareth                                               | 1:52                                                           |
| 10.                                                            | „Jesusita en Chihuahua”                                        | Quirino Mendoza y Cortés                                       | 2:29                                                           |
| 11.                                                            | „Have You Ever Been to Baia”                                   | Studio Chorus                                                  | 1:58                                                           |
| 12.                                                            | „You Belong to My Heart (Solamente una vez)”                   | Dora Luz                                                       | 2:55                                                           |
|                                                                |                                                                |                                                                | 29:13                                                          |

## Promocja
The Remarkable Donkey w formie komiksowej wystąpił w magazynie komiksowym „Walt Disney’s Comics and Stories” # 24 (wrzesień 1942) jako The Flying Gauchito. Trzy numery później pojawił się w tym samym magazynie The Carnival King z José Cariocą autorstwa Carla Beuttnera.

## Odbiór

### Premiera

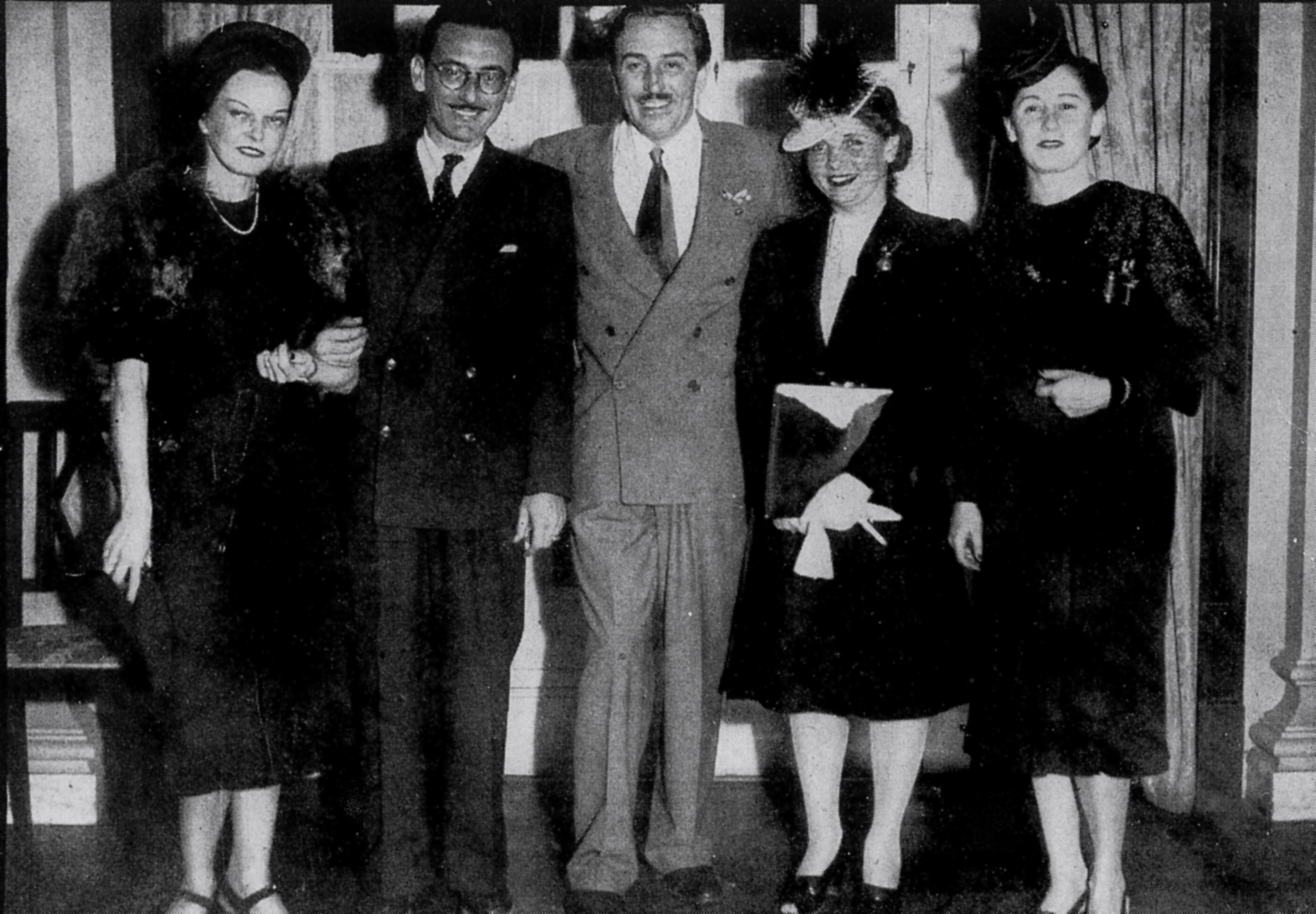
Ary Barroso z Waltem i Lillian Disneyami podczas ich wizyty do Brazylii na premierę Saludos Amigos.

Oficjalna premiera Saludos Amigos odbyła się w Rio de Janeiro w Brazylii w 24 sierpnia 1942 roku w portugalskiej wersji językowej. Wersja hiszpańska zadebiutowała sześć tygodni później w Buenos Aires, po czym w reszcie krajów Ameryce Łacińskiej; . Premiera w Stanach Zjednoczonych miała miejsce w Bostonie 6 lutego 1943 roku; . Film został wznowiony w Stanach Zjednoczonych 22 czerwca 1949 roku w podwójnym seansie z wznowionym Dumbo (1941), a następnie pojawił się jako odcinek program telewizyjnego Walt Disney’s Disneyland  pod oryginalnym tytułem 8 stycznia 1958 roku.
Później wszystkie segmenty zostały wznowione w 1955 roku jako samodzielne krótkometrażówki – Lake Titicaca wydano 18 lutego jako Donald Duck Visits Lake Titicaca, El Gaucho Goofy 10 czerwca, Pedro 13 maja i Aquarela do Brasil 24 czerwca.
Pierwsze wydanie domowe odbyło się w 1995 roku na Laserdisc w serii „Exclusive Archive Collection”. Później Saludos Amigos wydano na VHS and DVD kolejno w 2000, 2004 i 2008 roku. W 2010 roku film był wydany na DVD jako dodatek do filmu dokumentalnego Walt & El Grupo. 30 stycznia 2018 roku został wydany na Blu-Ray jako część Saludos Amigos and The Three Caballeros 75th Anniversary Edition 2-Movie Collection.
W Polsce premierę miały dotychczas jedynie segmenty Lake Titicaca i El Gaucho Goofy w latach 1994–1997 w ramach emisji telewizyjnej Przygód Myszki Miki i Kaczora Donalda (1993) oraz Myszki Miki i przyjaciół (1994–1995) na TVP1. Dopiero w 2022 roku cały film w polskiej wersji zadebiutował na Disney+.

### Recenzje
Wedle słów reprezentanta Biura Koordynatora ds. Spraw Międzyamerykańskich w Buenos Aires: „sekwencje, szczególnie te zajmujące się Argentyną, zdumiały publikę swą autentycznością, urokiem i humorem. Nie było wątpliwości, że brazylijską sekwencję i zwłaszcza José Cariocę uznano za [nawet] przyjemniejsze niż sekwencje argentyńskie – a w Buenos Aires to nowość”.
Chilijski rysownik René Ríos Boettiger był rozczarowany tym jak postać Pedro reprezentowała jego kraj. W odpowiedzi stworzył postać Condorito, który stał się jednym z najbardziej ikonicznych postaci komiksowych w Ameryce Łacińskiej.
Serwis Rotten Tomatoes przyznał mu wynik 80%.

### Analizy i interpretacje
| „Walt był już na dobrej drodze, prowadząc dogłębne badania nad poszczególnymi krajami (...) Niech inne hollywoodzkie studia popełniają swoje nieostrożne błędy kulturowe: studio Disneya konsekwentnie uderzałoby w czułą strunę publiczności z Ameryki Łacińskiej, przedstawiając ich kultury z autentycznymi szczegółami.”– J.B. Kaufman |

Pisarz i historyk Douglas Brode dostrzega, że w latach 40. XX wieku filmowcy zaczęli przedstawiać każdy naród inaczej, każdy posiadający indywidualne kulturę i historię, a Disney był pierwszym takim. Zwraca uwagę na ro, że Donald w segmencie Lake Titicaca jest disneyowską satyrą na wywyższającego amerykańskiego turystę, a tubylcy są traktowani przez Disneya z odpowiednim szacunkiem. Z kolei Pedro przeciwstawia się stereotypowi leniwego Latynosa i promuje etykę ciężkiej pracy ubóstwianej przez Walta Disneya.
Językoznawczyni specjalizująca w języku hiszpańskim Karen S. Goldman dostrzegła, że przedstawienie Latynosów, mimo ukazania jako wyidealizowanych i egzotycznych, jest generalnie pozytywne i dobrze udokumentowane. Zwróciła uwagę jednak, że pewne regionalne elementy zostały wyeksponowane jak boliwijska kultura, tak inne schowane, jak np. wpływ mieszkańców afrykańskiego pochodzenia na Brazylię.
Według historyka filmu animowanego Michaela Barriera film nie posiada obiecanego „latynoskiego zapachu” z różnych powodów, m.in. braku uczestnictwa członków zespołu animatorów w podróży do Ameryki Południowej podczas produkcji animacji. Pomysły na niektóre krótkometrażówki miały być nawet wcześniejsze niż sama podróż. Zaznacza jednak, iż podróż pozwoliła jednak na dodanie silniejszego regionalnego klimatu niż gdyby animatorzy pozostali w Burbank, dzięki zebranej dokumentacji wykonanej na miejscu.

### Wynik finansowy
Wpływy wyniosły 623 tys. dolarów. Mimo że Saludos Amigos nie zarobił dużo, to przy niskim budżecie wynoszącym 300 tys. dolarów zwrócił się.

### Nagrody i nominacje
| Nagroda                         | Kategoria                   | Nominowani                                       | Wynik     | Źródło |
| ------------------------------- | --------------------------- | ------------------------------------------------ | --------- | ------ |
| Nagroda Akademii Filmowej       | Najlepsza muzyka w musicalu | Charles Wolcott, Edward H. Plumb, Paul J. Smith  | Nominacja | [ 95 ] |
| Nagroda Akademii Filmowej       | Najlepsza piosenka          | Saludos Amigos (Charles Wolcott, Ned Washington) | Nominacja | [ 95 ] |
| Nagroda Akademii Filmowej       | Najlepszy dźwięk            | C.O. Slyfield                                    | Nominacja | [ 95 ] |
| National Board of Review Awards | Najlepszy dokument          | Najlepszy dokument                               | Wygrana   | [ 96 ] |

## Kontynuacje
Trzy miesiące po brazylijskiej premierze Saludos Amigos Biuro Koordynatora ds. Spraw Międzyamerykańskich wypuściło krótkometrażowy dokument South of the Border with Disney (1941) dokumentujący podróż Disneya i jego pracowników do Ameryki Południowej.
Film doczekał się duchowej kontynuacji w postaci filmu Trzej Caballeros (1944), w którym ponownie wystąpili Kaczor Donald i José Carioca. Obie postacie pojawiły się w segmencie „Blame It On the Samba” Kolorowych melodii (1948), który pierwotnie miał być segmentem planowanego w 1946 roku filmu Cuban Carnival, do którego nie doszło z powodu zakończenia programu Good Neighbor Policy. José Carioca pojawił się w odcinku programu telewizyjnego Walt Disney Presents – „Two Happy Amigos” (1960), gdzie odwiedziwszy Donalda w Stanach Zjednoczonych zapoznaje się z kulturą amerykańską, oraz w odcinku programu telewizyjnego Walt Disney’s Wonderful World of Color „Carnival Time” (1962) jako korespondent Ludwiga Von Drake’a w Rio de Janeiro.
W 1942 roku James Bodrero planował dwa projekty dla Walt Disney Productions związane z gaucho – pełnometrażowy The Ostrich Who Laid the Golden Egg i The Singing Horse. Oba projekty zostały anulowane.
W 1944 roku powstała kreskówka Niezupełnie kondor z udziałem Kaczora Donalda polującego na jajo kondora w Andach.

## Dziedzictwo
W filmie zadebiutowała postać José Carioci, który stał się niezwykle popularny w krajach latynoamerykańskich, szczególnie w Brazylii. Postać okazała się również dość popularna w Stanach Zjednoczonych i powrócono do niej w filmie Trzej Caballeros (1944), a także była bohaterem paska komiksowego Silly Symphonies w latach 1942–1944. Paski komiksowe z Silly Symphonies były przedrukowywane w Ameryce Południowej i Europie. José zyskał dużą popularność szczególnie w Brazylii i Holandii, do tego stopnia, że miejscowi autorzy przez dekady tworzyli o nim powieści komiksowe. Od 1950 regularnie ukazywał się w brazylijskim tygodniku komiksowym Pato Donald. Bohater stał się tak popularny w swoim kraju, że od 1961 roku tygodnik zmienił nazwę na Zé Carioca i był w pełni jemu poświęcony. Zé Carioca był publikowany regularnie do 2018 roku. Po dwóch latach niepublikowania, we wrześniu 2020 roku brazylijskie komiksy José Carioci wróciły do miesięcznika komiksowego Aventuras Disney. W Holandii samodzielne historie zaczęły pojawiać od 1983 roku głównie w magazynie komiksowym Donald Duck Weekblad. W 2023 roku zyskał dziewczynę, Parquitę, występującą wyłącznie w holenderskich publikacjach.
Po latach José Carioca pojawił się w serialach animowanych Produkcje Myszki Miki (1999), Café Myszka (2001), Myszka Miki (2013), Miki i raźni rajdowcy (2017), Kacze opowieści (2017) i Legend of the Three Caballeros (2019).
Po premierze filmu piosenka Aquarela di Brasil, wcześniej mało znana nawet w ojczystej Brazylii, zyskała międzynarodową sławę i stała się pierwszą brazylijską piosenką puszczaną milion razy w amerykańskim radiu. W związku wielką popularnością w Stanach Zjednoczonych otrzymała anglojęzyczną wersję autorstwa Boba Russella.
Duński komiks Siedmiu Wspaniałych (minus 4) Caballeros! (2005) Dona Rosy nawiązujący głównie do Trzech Caballeros dział się w Brazylii: „Ponieważ ten pierwszy komiks (Powrót trzech caballeros) rozgrywał się u Panchita w Meksyku, druga historia musiała oczywiście opowiadać o poszukiwaniu innego skarbu, tym razem u José w Brazylii”. W ostatniej stronie komiksu bohaterowie tańczą w Rio, tak jak Donald i José tańczą w segmencie Aquarela do Brasil.
José Carioca oraz piosenki Saludos Amigos i Tico-Tico no Fubá byli częścią parady Disneyland Mickey’s Soundsational Parade prezentowanej w latach 2011–2019 w parku tematycznym Disneyland Park w Disneyland Resort.
W 2009 roku powstał film dokumentalny Walt & El Groupo produkcji Walt Disney Family Foundation Films, opisujący szerzej podróże Disneya i jego pracowników do Ameryki Łacińskiej i Południowej.